# Serra de Canvim
La Serra de Canvim és una serra situada entre els municipis d'Os de Balaguer i de les Avellanes i Santa Linya a la comarca de la Noguera, amb una elevació màxima de 621 metres.